# 小浪城
小浪城（こなみじょう）は、鳥取県米子市淀江町にあった南北朝時代の城館（日本の城）。鎌倉幕府方と後醍醐天皇方の争乱の舞台となった。

## 概要
城の所在地については諸説あったが「小波原畑（こなみはらはた）遺跡」の発掘調査の成果などにより、鳥取県米子市淀江町小波字下原田周辺と考えられる。標高10mの舌状丘陵上にあり、当時の山陰道が通っていたとみられる東の谷部に面する。現在、山林及び農地となっており、高さ約5mに及ぶ丘陵先端の郭が現存する。発掘調査で堀が確認され、当該期の遺物や攻城戦時のものとみられる焼土などが確認された。『伯耆志』によると、元弘の頃、大石橋五郎左衛門の居城とも伝える。

## 構造
- 土塁に囲まれた先端の郭は径約80m。
- 後背部は舌状丘陵を分断するように、先端から約250m付近で堀が確認されている。堀は最大幅4.5m、深さ1.4m。

## 歴史
1333年、名和長年は後醍醐天皇の隠岐島脱出を助け、船上山に立てこもった。隠岐国守護の佐々木清高は追撃のため小浪城に入り、出雲国、伯耆国、因幡国の軍勢をまとめ、天皇方のこもる船上山を攻めた。しかし、船上山を落すことはできず、清高は再び当城に入った。
清高が一息ついていた午後6時頃、天皇方は信貞、行氏らに小浪城を攻めさせた。城には屈強の者700人が立てこもり、激しい戦闘で、天皇方は30人余りが討たれ、手負いが600余名に及んだ。篭城する佐々木軍も40余名が討たれたという。
午後10時頃、信貞、行氏の軍勢が船上山に戻った。夜半になり、名和長年らは、小浪城の四方八方から松明を投げ入れ、佐々木清高らを追い落とした。清高父子は、航路、隠岐国に帰った、また出雲国から若狭国、越前国へ落ち延びたと記す。

## 資料
- 『群書類従』
- 『続群書類従』
- 『小波原畑遺跡（淀江町埋文調査報告書第26集）』1992　淀江町教育委員会
- 『小波城跡（淀江町埋文調査報告書第45集）』1997　淀江町教育委員会